# Округ Керн
Округ Керн (енгл. Kern County) округ је у савезној држави Калифорнија, САД. Формиран је 1866. од територије која је до тада припадала окрузима Лос Анђелес и Тулари. Округ је назван по реци Керн, а река је добила име по картографу Едварду Керну. Седиште и највећи град округа је Бејкерсфилд. Површина округа је 21.138,0 km², од чега је 21.085 km² (99,75%) копно, а 53 km² (0,25%) вода. По површини је трећи највећи округ у Калифорнији.
Према попису из 2010, округ је имао 839.631 становника.
Округом управља петочлани одбор супервизора.
Округ Керн је, према подацима из 2009, први по производњи нафте у Калифорнији. У округу се налази 81% од укупно 52.144 активних нафтних бушотина у Калифорнији.

## Највећи градови
| Град        | Бр. становника (2010) |  |
| ----------- | --------------------- |  |
| Бејкерсфилд | 347.483               |  |
| Делано      | 53.041                |  |
| Риџкрест    | 27.616                |  |
| Васко       | 25.545                |  |
| Арвин       | 19.304                |  |